# Nikon D80
Nikon D80 — цифровой зеркальный фотоаппарат среднего класса компании Nikon, ориентированный на фотолюбителей и энтузиастов. Камера была анонсирована 9 августа 2006 года.

## Описание
Nikon D80 представляет собой однообъективную цифровую зеркальную камеру (DSLR) с 23,6×15,8 мм светочувствительной ПЗС-матрицей (CCD) Sony ICX-493-AQA формата Nikon DX с разрешением 10,2 мегапикселей (максимальное разрешение снимка — 3872×2592).
Камера позволяет сохранять снимки в форматах JPEG и NEF (Raw). Для сохранения используется карта памяти формата Secure Digital; поддерживаются также карты памяти большого объёма — стандарт SDHC (максимум 32ГБ).

## Комплект поставки
Фотоаппарат Nikon D80 поставляется либо вместе с объективом Nikkor AF DX 18-135/3.5-5.6 G IF-ED,
или Nikkor 18-70mm f3.5-4.5G ED-IF AF DX, либо в варианте без объектива.
В комплект вместе с фотоаппаратом входят:
- Резиновый наглазник DK-21.
- Крышка ЖК монитора.
- Li-ion аккумулятор EN-EL3e.
- Зарядное устройство MH-18a.
- Ремешок.
- Инструкция.